# Som do Amor (websérie)
Som do Amor é uma websérie brasileira criada por Gustavo Seabra e Tiago Querino. A série estreou em 5 de abril de 2018 no seu canal oficial do YouTube.

## Sinopse
Cezão (Marinho Gonçalves) é um talentoso músico e compositor. Em uma rádio local, abriu um concurso de música, e Dito (Tiago Querino) é encarregado de inscrever a canção composta por seu amigo. Entretanto, ao chegar lá, um imprevisto acontece: ele se atrai por Marina (Stela Andrade), produtora da rádio. Questionado por ela sobre a autoria da música, Dito responde de maneira bastante curiosa.

## Produção
A série Som do Amor foi pensada para ser divertida, sem cair no estereótipo do baiano visto em outras produções, inclusive feitas por baianos. "Queríamos fugir disso. Ficou uma história universal, que pode ser exibida em qualquer lugar do mundo, tendo pano de fundo Salvador", afirmou o produtor Bruno Porciuncula. "Já estamos pensando na segunda temporada e até mesmo em um longa com os personagens", revelou. A 2ª temporada foi produzida através de um financiamento coletivo e foi lançada em 20 de março de 2019.
A 3ª temporada foi anunciada ainda em 2019, e para produzir, abriram outro financiamento coletivo através do site Benfeitoria.

## Elenco

### Lista de elenco
| Atores               | Personagens   | Temporada 1 | Temporada 2 |
| -------------------- | ------------- | ----------- | ----------- |
| Tiago Querino        | Dito          | Principal   | Principal   |
| Stela Andrade        | Marina        | Principal   | Principal   |
| Marinho Gonçalves    | Cézão         | Principal   |             |
| Hugo Bastos          | Fabão         | Principal   | Principal   |
| Jean Pedro           | Samuca        |             | Principal   |
| Wanderley Meira      | Galvão        | Recorrente  | Principal   |
| Thauan Peralva Vivas | Mateus        |             | Recorrente  |
| Jorge Motta          | Seu Fonseca   | Recorrente  | Recorrente  |
| Lis Luciddi          |               |             | Recorrente  |
| João Pedro           | Little Junior |             | Recorrente  |

## Prêmios e Indicações
Em 2018, a 1ª Temporada de Som do Amor foi selecionada para festivais internacionais em São Paulo, Medellín (Colômbia), Londres (Inglaterra), Los Angeles (Estados Unidos) e Roma (Itália). Incluindo o Rio Webfest, onde venceu nas categorias de Melhor Ator de Comédia e Melhor Série Brasileira. Em 2019, a 2ª temporada foi indicada a 8 categorias no Rio Webfest.
| Ano  | Prêmio/Festival               | Categoria                | Complemento    | Resultado |
| ---- | ----------------------------- | ------------------------ | -------------- | --------- |
| 2018 | Rio Webfest                   | Melhor Série Brasileira  | Som do Amor    | Venceu    |
| 2018 | Rio Webfest                   | Melhor Ator de Comédia   | Tiago Querino  | Venceu    |
| 2019 | Rio Webfest                   | Melhor Trilha Sonora     | Som do Amor    | Venceu    |
| 2019 | Rio Webfest                   | Melhor Fotografia        | Som do Amor    | Indicado  |
| 2019 | International Online Web Fest | Melhor Direção           | Gustavo Seabra |           |
| 2019 | International Online Web Fest | Melhor Série Estrangeira | Som do Amor    | Indicado  |

## Ligações Externas
Canal oficial